# Ángel del Oeste
El Ángel del Oeste (en inglés: Angel of the West) es una escultura al aire libre en Júpiter, Florida, al sureste de los Estados Unidos. La escultura fue realizada en 2008 por el escultor alemán Julian Voss-Andreae. Hace referencia al trabajo del escultor británico Antony Gormley de 1998 Ángel del Norte y fue creado sobre la base de una estructura del anticuerpo publicado por E. Padlan para el campus del Instituto de Investigación Scripps Florida. El anticuerpo se coloca en un anillo que hace referencia al Hombre de Vitruvio de Leonardo Da Vinci destacando las proporciones similares de los anticuerpos y el cuerpo humano.